# انتخابات ریاست‌جمهوری مونته‌نگرو (۲۰۱۸)
انتخابات ریاست‌جمهوری مونته‌نگرو در ۱۵ آوریل ۲۰۱۸ در مونته‌نگرو برگزار شد.

## نظام انتخاباتی
رئیس‌جمهور مونته‌نگرو با استفاده از نظام دومرحله‌ای انتخاب می‌شود. اگر هیچ کاندیدایی در دور نخست اکثریت آرا را به‌دست نیاورد، دو هفته بعد انتخابات مجدداً برگزار می‌شود. برای احراز صلاحیت نامزدی در انتخابات، هر کس باید دستکم ۷٬۷۰۰ امضا جمع‌آوری کرده و به کمیسیون انتخابات ایالتی تحویل دهد.

### نامزدهای تاییدشده
| نامزدها         | حزب | حزب                 | جزئیات                                                     | جزئیات |
| --------------- | --- | ------------------- | ---------------------------------------------------------- | ------ |
| حازبیا کالاچ    |     | حزب عدالت و استقرار | رئیس پارلمان مجلس از حزب عدالت و استقرار                   |        |
| واسیلی میلیکویچ |     | مستقل               | مستقل، از جانب حزب متحد بازنشستگان و افراد معلول حمایت شده |        |
| مارکو میلاچیچ   |     | مونته‌نگرو واقعی     | رئیس حزب پارلمان واقعی مونته‌نگرو                           |        |